# Vittore Grubicy de Dragon

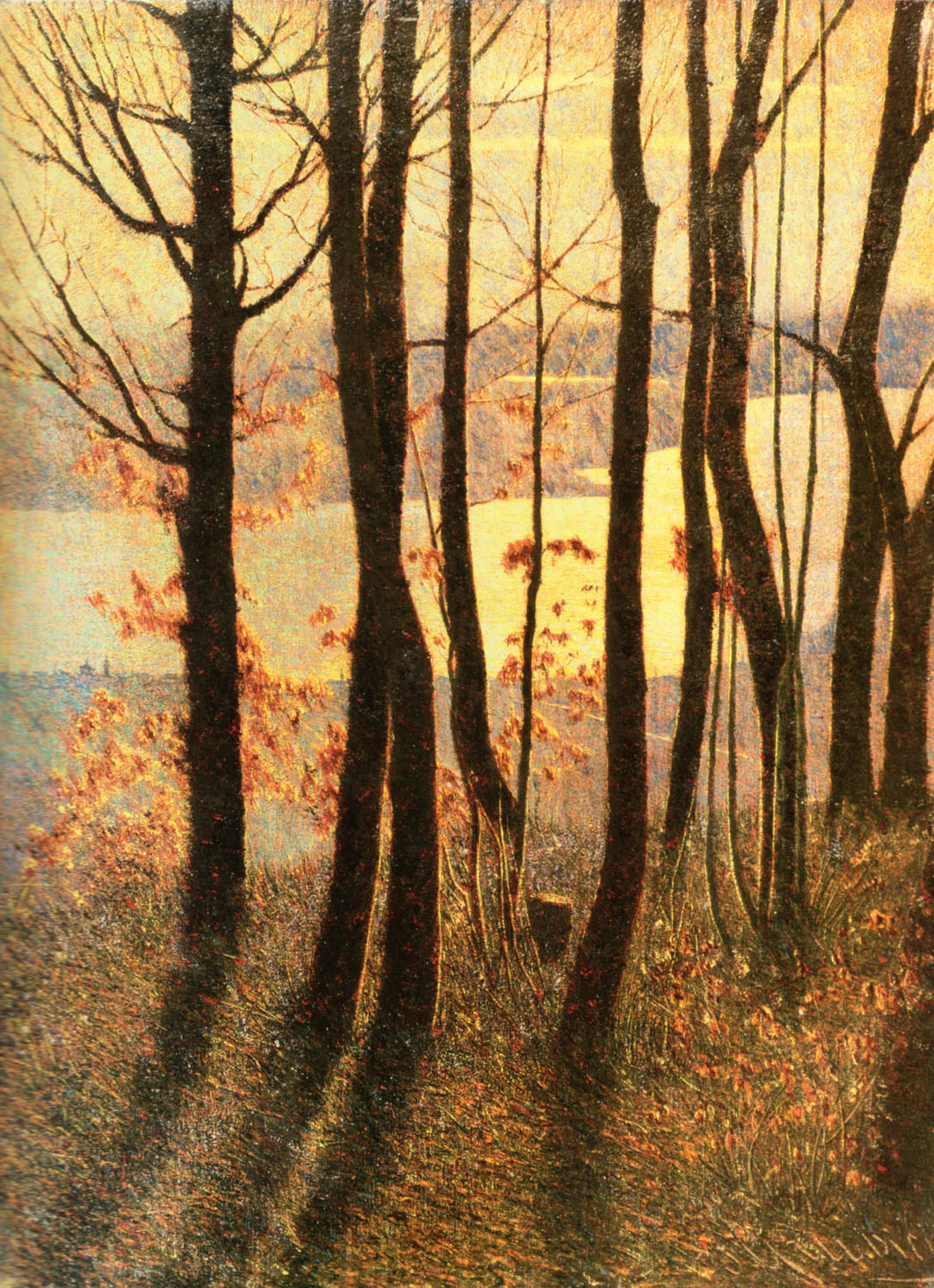
Mañana (1898), Galleria d'Arte Moderna, Milán

Vittore Grubicy de Dragon (Milán, 15 de octubre de 1851-Milán, 4 de agosto de 1920) fue un pintor, grabador y crítico de arte italiano, representante en su país del divisionismo. 

## Biografía
Era hijo de un noble húngaro, Alberto Grubicy de Dragon, y de Antonietta Mola. Su primera actividad fue la de comerciante de arte, junto a su hermano Alberto. Más adelante se pasó a la crítica de arte y, por último, empezó él mismo a pintar. Entre 1880 y 1890 efectuó numerosos viajes a otros países europeos, donde estrechó lazos con varios artistas. Organizó exposiciones para varios artistas italianos, como Daniele Ranzoni y Tranquillo Cremona. Adscrito al divisionismo, fue uno de sus máximos teóricos en Italia. Desde 1890 se dedicó ya en exclusiva a la pintura, principalmente el paisaje de su Lombardía natal, con cierto aire romántico y melancólico.
Fue un firme impulsor del divisionismo, una técnica propia de la pintura neoimpresionista basada en una composición por puntos de un color puro yuxtapuesto («dividido»), que se funden en el ojo del espectador a una distancia determinada. En Italia, los divisionisti aplicaron esta técnica a escenas de compromiso social, por su vinculación con el socialismo, aunque con algún cambio de ejecución técnica, ya que en vez de confrontar colores complementarios los contrastaban en términos de rayos de luz, elaborando unas imágenes que destacan por su luminosidad y transparencia. Grubicy escribió que «la luz es vida y, si como muchos con razón afirman, el arte es vida, y la luz es una forma de vida, la técnica divisionista, que tiende a aumentar mucho la expresividad de la tela, puede convertirse en la cuna de nuevos horizontes estéticos para el mañana».